# Henri Lepage (réalisateur)
Pour les articles homonymes, voir Henri Lepage et Lepage.
Henri Lepage, né le 12 février 1898 dans le 10e arrondissement de Paris et mort le 4 février 1970 à Clichy, est un réalisateur et scénariste français.

## Biographie
Henri Lepage est assistant réalisateur sur des films de Gaston Ravel, Maurice Tourneur, Jacques de Baroncelli, Georges Régnier, René Jayet et René Sti, mais aussi réalisateur d'une vingtaine de films et scénariste de quelques-uns de ceux-ci.

## Filmographie

### Comme assistant-réalisateur
- 1929 : Figaro de Gaston Ravel
- 1932 : Les Gaîtés de l'escadron de Maurice Tourneur
- 1945 : Marie la Misère de Jacques de Baroncelli
- 1947 : Monsieur Badin de Georges Régnier
- 1947 : Bichon de René Jayet
- 1949 : Nous avons tous fait la même chose de René Sti

### Comme réalisateur
- 1924 : La Machine à refaire la vie, coréalisateur Julien Duvivier (version muette)
- 1925 : Une Aventure de la rue
- 1933 : La Machine à refaire la vie, coréalisateur Julien Duvivier (Version parlante)
- 1942 : Le Cinématographe Lumière (documentaire de court métrage)
- 1949 : L'Extravagante Théodora
- 1950 : Mon ami le cambrioleur
- 1951 : Les Maîtres nageurs
- 1951 : Et ta sœur
- 1951 : Dupont Barbès
- 1952 : Rires de Paris
- 1952 : Fortuné de Marseille, co-réalisateur Pierre Méré
- 1952 : L'Île aux femmes nues
- 1954 : Le Collège en folie
- 1954 : Pas de souris dans le bizness
- 1955 : Pas de pitié pour les caves
- 1955 : À la manière de Sherlock Holmes
- 1956 : C'est une fille de Paname
- 1957 : Pas de grisbi pour Ricardo
- 1957 : Le Souffle du désir

### Comme scénariste
- 1951 : Les Maîtres nageurs
- 1952 : Dupont Barbès
- 1952 : Fortuné de Marseille
- 1953 : L'Île aux femmes nues
- 1956 : À la manière de Sherlock Holmes